# غورغي أساكي
كان غورغي أساكي (1 مارس 1788 - 12 نوفمبر 1869) كاتب نثر وشاعرًا ورسامًا ومؤرخًا وكاتبًا مسرحيًا ومهندسًا وواضع حدود ومترجمًا مولدافيًا، ولاحقًا رومانيًا. وكان واحدًا من أكثر الأشخاص تأثيرًا في جيله، فهو عالم موسوعي متعدد اللغات من رواد حركة عصر التنوير. كان أساكي صحفيًا وشخصية سياسية موقرة، ونشط في المجالات التقنية مثل الهندسة المدنية وعلم التربية، وعمل لفترة طويلة موظفًا حكوميًا مكلفًا بالإشراف على جميع المدارس المولدافية. وكان من بين إنجازاته الرائدة إصدار ألبينا رومانيسكا (النحلة الرومانية)، دورية ذات تأثير كبير، وإنشاء أكاديميا ميخايلنا، التي اعتمدت التعليم باللغة اليونانية عوضًا عن اللغة الرومانية. جمعت أعماله الأدبية بين ذوق الكلاسيكية والمبادئ الرومانسية، فيما اعتمدت نسخته من اللغة الأدبية على اللفظ المهجور والاستعارات من اللهجة المولدافية.
عُرف بأنه شخصية سياسية مثيرة للجدل، إذ أيد أساكي الوجود الإمبراطوري الروسي في مولدافيا ولعب دورًا رئيسيًا في تأسيس نظام القانون الأساسي، فيما دعم حكم الأمير ميخائيل ستوردزا. فدخل في صراع مع ممثلي التيار الليبرالي، وعارض كلًا من الثورة المولدافية عام 1848 واتحاد البلاد مع الأفلاق. وانخرط في جدال طويل مع الزعيم الليبرالي ميخائيل كوغلنيتشانو، فكان مع نيكولاي فوغوريد، متورطًا في المحاولة الفاشلة لعرقلة المشروع الوحدوي من خلال وسائل الغش الانتخابي. واشتهر أساكي بارتباطاته العميقة بالثقافة الغربية، مما دفعه إلى دعم توظيف الخبراء الأجانب في مختلف المجالات والمؤسسات التعليمية. شكّل علاقة مع المؤرخ الفرنسي إدغار كينيه، الذي تزوج لاحقًا في 1852 من ابنة أساكي.

## السيرة الذاتية

### بدايات حياته
ولد أساكي في هيرتسا، بلدة صغيرة باتت اليوم جزءًا من أوكرانيا. ويعود أصل عائلته إلى ترانسيلفانيا الخاضعة للحكم النمساوي، حيث كانت تُعرف باسم أساكيفيتشي. كان والده، لازار، كاهنًا أرثوذكسيًا، حافظ على علاقة وثيقة مع المتروبوليت فينيامين كوستاكي؛ وبحسب عدة مصادر كان من أصل أرمني. كانت والدته إيلينا (اسمها قبل الزواج نيكولاو أو أرديلينو) ابنة كاهن ترانسلفاني. وكان للزوجين ابن آخر اسمه بيترو. كان لازار أساكي المعلم الأول لابنه، ومن المرجح أن الشاب غورغي التحق بعد ذلك بالمدرسة الابتدائية التي تديرها الكنيسة في هيرتسا.
في صيف عام 1795، وبعد اتخاذ قرار بعدم إرسال غورغي وبيترو إلى المدرسة المولدافية التي تعلم باللغة اليونانية في العاصمة ياش، اختار لازار أساكي أن يمنحهما تعليمًا أكثر حداثة في الأراضي النمساوية، وأرسلهما إلى ليمبرغ، حيث التحقا بالمدارس الداخلية في أوروبا (الجيمنازيوم). وبعد أن أكمل سبعة فصول دراسية باللغات اللاتينية والبولندية والألمانية، دخل غورغي أساكي الجامعة (جامعة لفيف الحالية) في سن الرابعة عشرة. ودرس في كلية الآداب والفلسفة والعلوم (حضر محاضرات في المنطق والميتافيزيقا والأخلاق والرياضيات والفيزياء والتاريخ الطبيعي والهندسة المعمارية)، ولكن في 1804، بعد عامين من الدراسة، انسحب وعاد إلى مولدافيا. وعلى الرغم من ذلك، يمكن القول إن مستوى إلمامه بالثقافة الغربية كان منقطع النظير في بلده الأم خلال النصف الأول من القرن التاسع عشر. وعلى مدى العقود التالية، صمم العديد من المساكن في كل من موطنه الأصلي وغاليسيا.
جاءت عودته بعد وفاة والدته وتعيين لازار أساكي أول بروتوبوب لمقعد متروبوليت مولدافيا، واستقرت العائلة بعدها في ياش.

### في أوروبا النابليونية
في مطلع عام 1805، أُصيب أساكي بمرض الملاريا، وساعده المتروبوليت فينيامين في السفر إلى فيينا، حيث نصحه الأطباء بطلب العلاج. وبكونه حاصل على منحة حكومية، درس أساكي الرياضيات وعلم الفلك مع توبي بورغ، فضلًا عن متابعة التدريب في فن الرسم.
تزامن وجوده في المدينة مع نجاحات الإمبراطورية الفرنسية في الحروب النابليونية، والأهم من ذلك، مع حرب التحالف الثالث عام 1805، التي احتل خلالها الجيش الكبير فيينا. مما سمح لأساكي بالتعرف على المبادئ الثورية والليبرالية الفرنسية، التي تبنى جزءًا منها في أنشطته السياسية. وفي 1808، مع اندلاع الحرب الروسية التركية، احتلت الإمبراطورية الروسية مولدافيا، فتواصل البروتوبوب الأول لازار مع بافل تشيتشاغوف ليعين ابنه ملازمًا وقائدًا محليًا لفيلق المهندسين، لكن غورغي أساكي رفض تولي المنصب أو حتى العودة من فيينا. وغادر بدلًا من ذلك إلى إيطاليا في أبريل 1808، بهدف إكمال دراسته في روما، لكنه توقف لفترات طويلة في مناطق أخرى على الطريق (زار ترييست، والبندقية، وبادوفا، وفيرارا، وبولونيا، وفلورنسا). وعند وصوله إلى عاصمة الدولة البابوية في 11 يونيو، غادر أساكي في 19 أغسطس من اجل زيارة نابولي وبومبي ومواقع أخرى في مملكة صقلية. وعند وصوله إلى جبل فيزوفي، نزل بمفرده إلى الفوهة البركانية، وشجعه الحاضرون بالهتاف.
عاد بعد فترة وجيزة إلى روما، حيث ركز على دراسة أدب عصر النهضة اللاتينية والأدب الإيطالي، بالإضافة إلى تلقي دروس في علم الآثار والرسم والنحت، وخلال تلك الفترة كانت مرحلته الأكثر إنتاجًا في الفنون البصرية. وفي 1809، أثناء زيارته لمتجر فني بالقرب من المدرجات الإسبانية، التقى ببيانكا ميليسي، ابنة تاجر ثري من ميلانو، تبلغ 19 عامًا، ووقع في حبها. وعلى الرغم من زواجها عام 1825 من طبيب فرنسي، إلا أنه ظل معجبًا شغوفًا بها حتى وفاتها بسبب الكوليرا عام 1849. وشدد لاحقًا على أنها كانت مصدرًا رئيسيًا للإلهام بالنسبة له، خاصة في تحوله «من رسام إلى شاعر»، بينما يعتقد الناقد الأدبي يوجين لوفينيسكو أنها ألهمت القومية الرومانسية لدى أساكي.
في ذلك الوقت، عمل على تأليف قصائده الأولى حول موضوعات القومية الرومانية، مما أكسبه جائزة مقدمة من الجمعية الأدبية الرومانية. وكان أحد هذه القصائد فيتورول («المستقبل»)، التي عبرت عن دعوة إلى التجديد الوطني. درس أساكي الأحداث الموصوفة على عمود تراجان وبحث في مكتبة الفاتيكان عن وثائق تتعلق بتاريخ رومانيا، اهتمامًا منه بأصل الرومانيين وداتشيا الرومانية. وخلال بحثه في تلك المكتبة، عثر على كتاب ديميتري كانتيمير تاريخ نمو الإمبراطورية العثمانية واضمحلالها في نسخته الإنجليزية.
ومن خلال بيانكا ميليسي، التقى أساكي بفرانسوا موليس، القائد الفرنسي في روما، الذي أخبره أن نابليون بونابرت ينوي تحرير مولدافيا والأفلاق نتيجة الحملة العسكرية على روسيا، وبالتالي إنشاء «مملكة داتشيا» الجديدة على أراضي رومانيا الحالية. كان هذا الخبر المشجع أحد أسباب اتخاذ أساكي لقرار العودة إلى وطنه في 22 يونيو 1812، فأبحر إلى غالاتس، ووصل إلى ياش في 30 أغسطس. انتهت تطلعاته المتعلقة بالحماية الفرنسية على إمارات الدانوب بانسحاب نابليون من روسيا، واستعادة السيادة العثمانية والحكم الفناري، عندما عين السلطان محمود الثاني سكارلات كاليماتشي أميرًا.